# Gerardo Gómez Ramírez
Gerardo Gómez Ramírez (Cañas, 4 de junio de 1901 - 5 de noviembre de 1983) es un poeta y político costarricense, natural de la ciudad de Cañas (provincia de Guanacaste).

## Biografía
De padres nicaragüenses, Gerardo Gómez Tablada y Leandra Ramírez Dompé, realizó sus estudios primarios en una escuela privada, continuando después su formación académica con una educación autodidacta.
Se casa en octubre de 1936 con María Inés Somarribas Saldívar, profesora, nacida en Liberia. Fruto de este matrimonio tendrían nueve hijos.
Fallece a la edad de 82 años, reposando sus restos en su localidad natal, Cañas, Guanacaste.
El 10 de agosto de 1946, participó en una velada artístico - literaria que se organizó en honor del Presidente de la República, Licenciado Teodoro Picado y su señora.

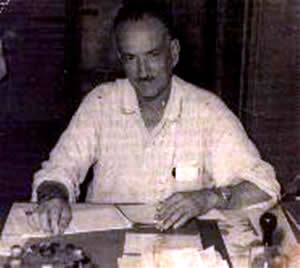
Gerardo Gómez Ramírez, cuando era secretario municipal.

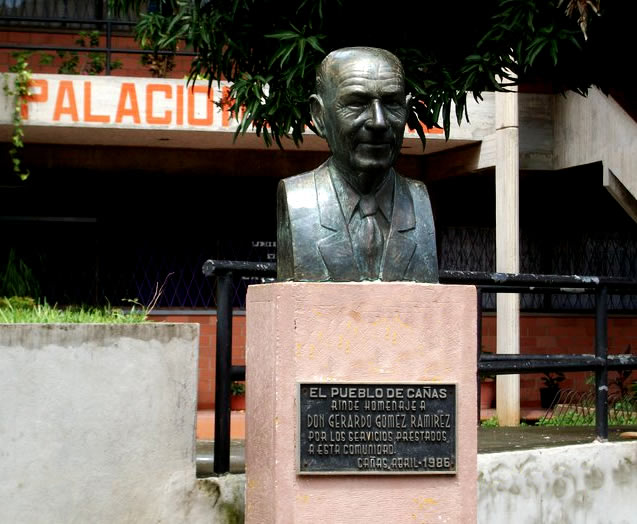
Busto de Gerardo Gómez Ramírez, develado en abril de 1986.

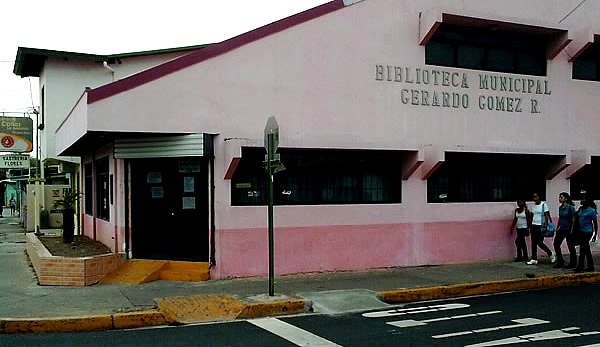
Biblioteca Municipal de Cañas Guanacaste, que lleva su nombre en su honor.

## Actividad política
Durante muchos años ocupó el cargo de secretario de la municipalidad del cantón de Cañas; llegando a ser gobernador de la provincia de Guanacaste, en Liberia. 
Como actividad particular la contabilidad en la que destacó por su carácter desinteresado y noble con los pobres y necesitadosm pues realizó su actividad profesional sin cobrar por sus servicios a quienes no podían pagarlos. Actualmente es recordado en el cantón por su honestidad a toda prueba como un ejemplo de político ilustre, noble y honrado. (Muchos recuerdan sus viajes de Cañas a Liberia en autobús llevando su lonchera con el almuerzo del día.

## Actividad poética
Realiza como letrista el himno para el Liceo Miguel Araya Venegas, con música de Jesús Bonilla Chavarría; que se estrena el 15 de abril de 1962.

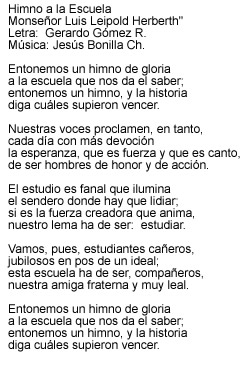
Himno de la Escuela Monseñor Luis Leipold

También compone el himno de la Escuela Monseñor Luis Leipold, otro centro de enseñanza de Cañas, como el anterior.

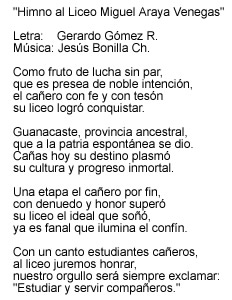
Himno del Liceo Miguel Araya Venegas

En 1984, el Comité de Cultura de Cañas edita el libro "Cantores Criollos" de Gerardo Gómez Ramírez, obra antológica aparecida tras su fallecimiento. Pero es en "Amor filial" en donde se recopila la mayor parte de sus composiciones poéticas, de 1930 a 1980.

## Homenajes
- El 9 de enero de 1986 la Corporación municipal cañera le nombra, con carácter póstumo, "Hijo dilecto del cantón de Cañas",[4] en reconocimiento a su labor de servicio a la comunidad.
- El 25 de marzo de 1986 se llevó a cabo en la ciudad de Cañas, la develación de un busto en su honor, organizado por el Comité de Cultura de Cañas (Dirección Nacional de Desarrollo Comunal), con el apoyo de la municipalidad. Al mismo, también fue bautizado con su nombre la biblioteca del Colegio Miguel Araya Venegas.
- El 12 de julio de 2001 se le otorga el nombre de Gerardo Gómez Ramírez a la Biblioteca Pública Municipal de Cañas como homenaje al mismo.[5]
- .[6]